# Aroslund
Aroslund är en  stadsdel i det administrativa bostadsområdet Aroslund-Blåsbo i Västerås. Området är ett bostadsområde som ligger söder om E18, mellan Svartån och Rocklundamotet.
I Aroslund finns bostäder, både hyreshus och villor och en bensinmack vid hörnet E18 / Vasagatan.
Området avgränsas av E18, Vasagatan, Arosvägen, från Flodinsgatan rakt ner till Svartån.
Området gränsar i norr över E18 till Rocklunda, i öster över Vasagatan till Iggebygärdet, i söder till Blåsbo, i väster över Svartån till Trumslagarbacken.